# Romanchella bicava
Romanchella bicava är en ringmaskart som beskrevs av Knight-Jones 1978. Romanchella bicava ingår i släktet Romanchella och familjen Serpulidae. Inga underarter finns listade i Catalogue of Life.